# Spelobia curvipecta
Spelobia curvipecta är en tvåvingeart som beskrevs av Marshall 1985. Spelobia curvipecta ingår i släktet Spelobia och familjen hoppflugor.
Artens utbredningsområde är Colorado. Inga underarter finns listade i Catalogue of Life.